# 薯叶藤
薯叶藤（学名：Bauhinia dioscoreifolia）为豆科羊蹄甲属的植物，为中国的特有植物。分布在中国大陆的海南等地，生长于海拔300米至500米的地区，见于山地密林中，目前尚未由人工引种栽培。